# Richard Hallebeek
Richard Hallebeek (Bilthoven, 2 augustus 1969) is een Nederlandse jazz-/fusiongitarist.

## Discografie
| Album met eventuele hitnotering(en) in de Nederlandse Album Top 100 | Datum van verschijnen | Datum van binnenkomst | Hoogste positie | Aantal weken | Opmerkingen                                                                                           |
| ------------------------------------------------------------------- | --------------------- | --------------------- | --------------- | ------------ | --- |
| Generator                                                           | 1994                  | -                     |                 |              | Coproductie met de Finse gitarist Antti Kotikoski                                                     |
| Nostalgia                                                           | 1997                  | -                     |                 |              | Speelt gitaar op dit album van René Engel                                                             |
| Spheres of Samarkand                                                | 1998                  | -                     |                 |              | Speelt gitaar op dit album van René Engel                                                             |
| No Respect in '98                                                   | 1998                  | -                     |                 |              | Coproductie met de Finse gitarist Antti Kotikoski                                                     |
| Leftovers, outtakes & mistakes                                      | 2000                  | -                     |                 |              | |
| Richard Hallebeek Project                                           | 2004                  | -                     |                 |              | met Lale Larson, Bas Cornelissen, Shawn Lane & Brett Garsed                                           |
| Flowriders-Pheromone                                                | 2005                  | -                     |                 |              | Speelt gitaar op deze ep van de Flowriders                                                            |
| RHP II - Pain In The Jazz                                           | 2012                  | -                     |                 |              | Met Alex Machacek, Guthrie Govan, Eric Gales, Greg Howe, Andy Timmons, Kiko Loureiro en Randy Brecker |

Verder heeft Hallebeek bijdragen geleverd aan de albums The Alchemists (track nr. 5), Perception of the Beholder van de formatie Isotope en Attitude van Salvatore Vecchio & Simone Damiani.